# L'Oceanogràfic
L'Oceanogràfic est un océanarium espagnol situé au sein de la Cité des arts et des sciences de Valence. Inauguré en 2003, il est la propriété de celle-ci, qui est une entreprise publique de la Généralité valencienne. Après avoir été exploité par la multinationale espagnole Parques Reunidos de sa création en 2003 jusqu'en 2015, il est désormais exploité par un consortium privé, Avanqua.
Il présente sur 10 hectares différents habitats et espèces marines : des mammifères marins - cétacés et pinnipèdes -, environ 500 espèces de poissons, des reptiles ainsi que des oiseaux aquatiques. C'est l'une des trois structures européennes présentant des morses, et la seule à présenter des bélugas.
Membre permanent de l'Association européenne des zoos et aquariums, il s'engage dans la conservation ex situ en participant à des programmes européens pour les espèces menacées et en coordonnant deux studbooks européens de poissons-scies en danger critique d'extinction. Il soutient également la conservation in situ sur le terrain à travers son association dédiée, la Fundación Oceanogràfic.
Œuvre de l'architecte hispano-méxicain Félix Candela, deux de ses bâtiments arborent une forme rappelant celle de nénuphars. Ses aquariums formeraient l'ensemble le plus grand d'Europe avec une contenance de 42 millions de litres d'eau. Avec plus d'un million de visiteurs par an, c'est aussi l'un des quatre établissements zoologiques les plus visités d'Espagne.

## Historique
L'aquarium de la Cité des Arts et des Sciences de Valence est l’œuvre posthume de l'architecte hispano-mexicain Félix Candela, décédé en 1997.
En 2007, Parques Reunidos prévoit de transférer deux orques du Marineland d'Antibes, Inouk et Valentin, à l'Oceanogràfic.

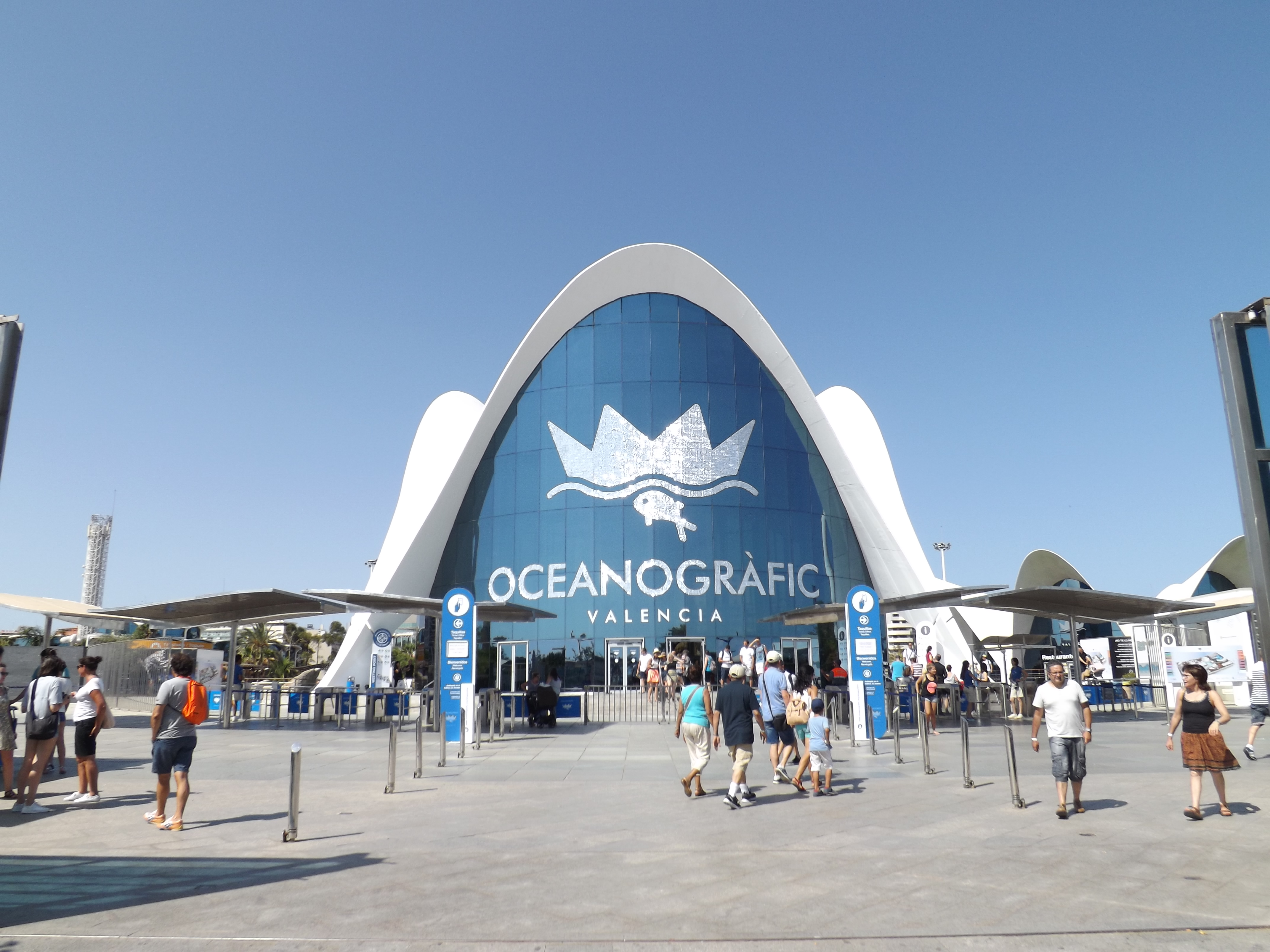
Bâtiment d'accueil, face à l'entrée
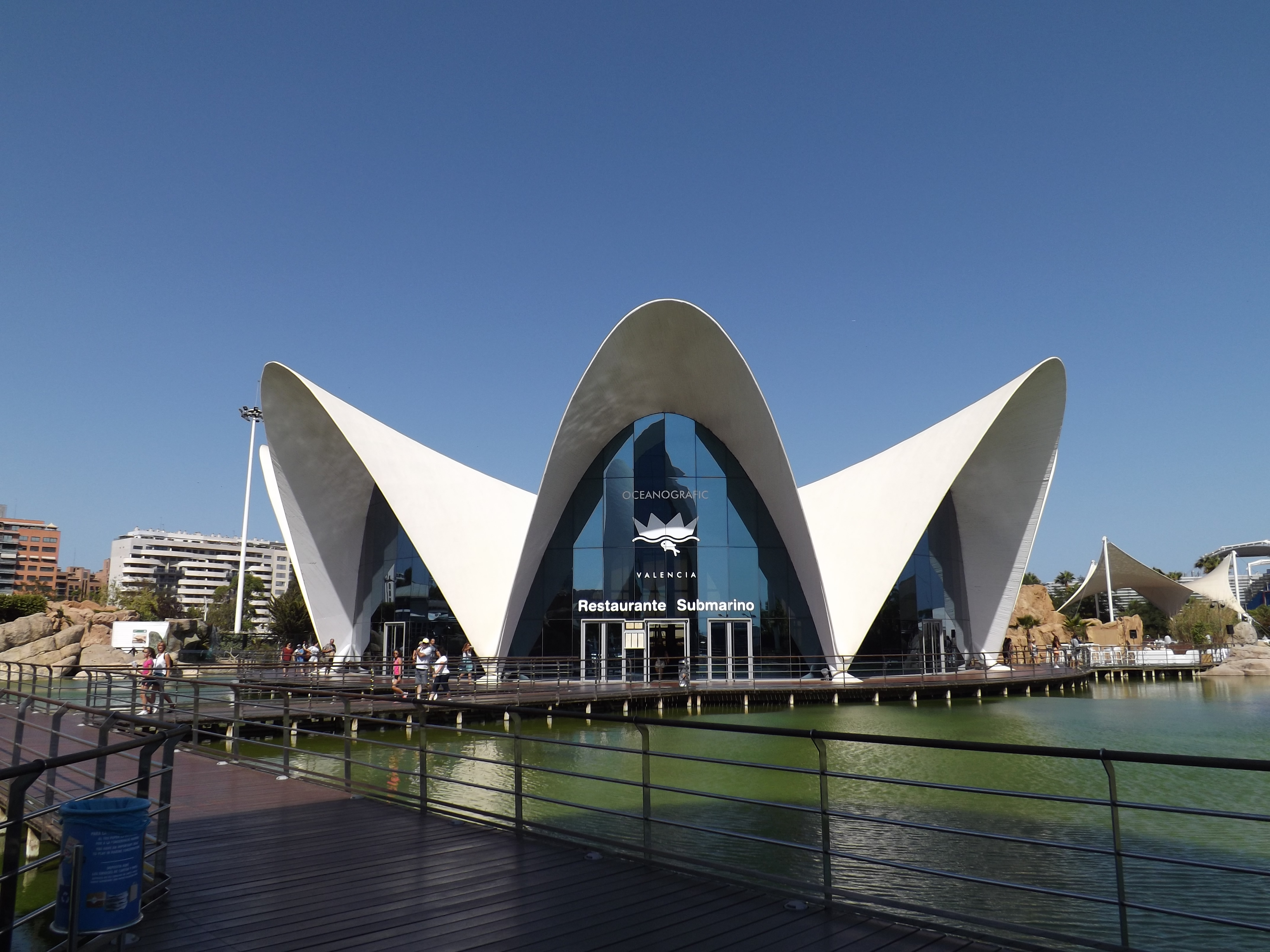
Restaurant sous-marin

## Installations et faune hébergée
La faune présentée est variée, avec des mammifères marins (grands dauphins, bélugas, morses, phoques communs, otaries de Californie et otaries à crinière), des oiseaux (spatules rosées, grands cormorans, aigrettes garzettes, ibis rouges, manchots papous et manchots de Humboldt), des reptiles (tortues géantes des Seychelles et faux-gavials d'Afrique) et de très nombreuses espèces de poissons (requins, raies...).

### Delphinarium
Le delphinarium ouvre en février 2003, deux mois après l'ouverture de l'Oceanogràfic. Ce serait l'installation européenne la plus grande dédiée aux grands dauphins, avec 26 millions de litres d'eau. Ceux-ci assurent cinq spectacles par jour, devant des gradins d'une capacité de 2 000 personnes.
Il se compose de cinq bassins. Le plus grand sert lors des représentations et atteint 11 m de profondeur au point le plus profond, pour une surface équivalente à celle de deux piscines olympiques. Trois bassins de taille moyenne et un petit bassin médical complètent l'ensemble.

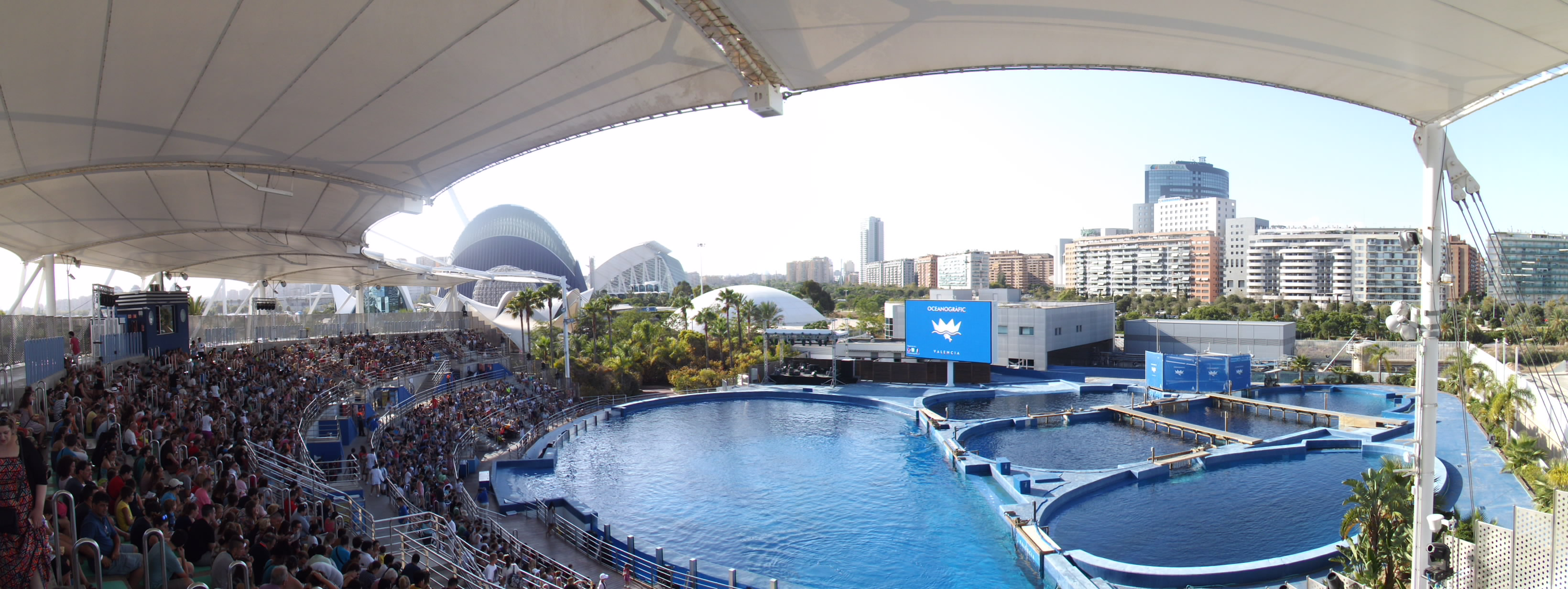
Vue des bassins
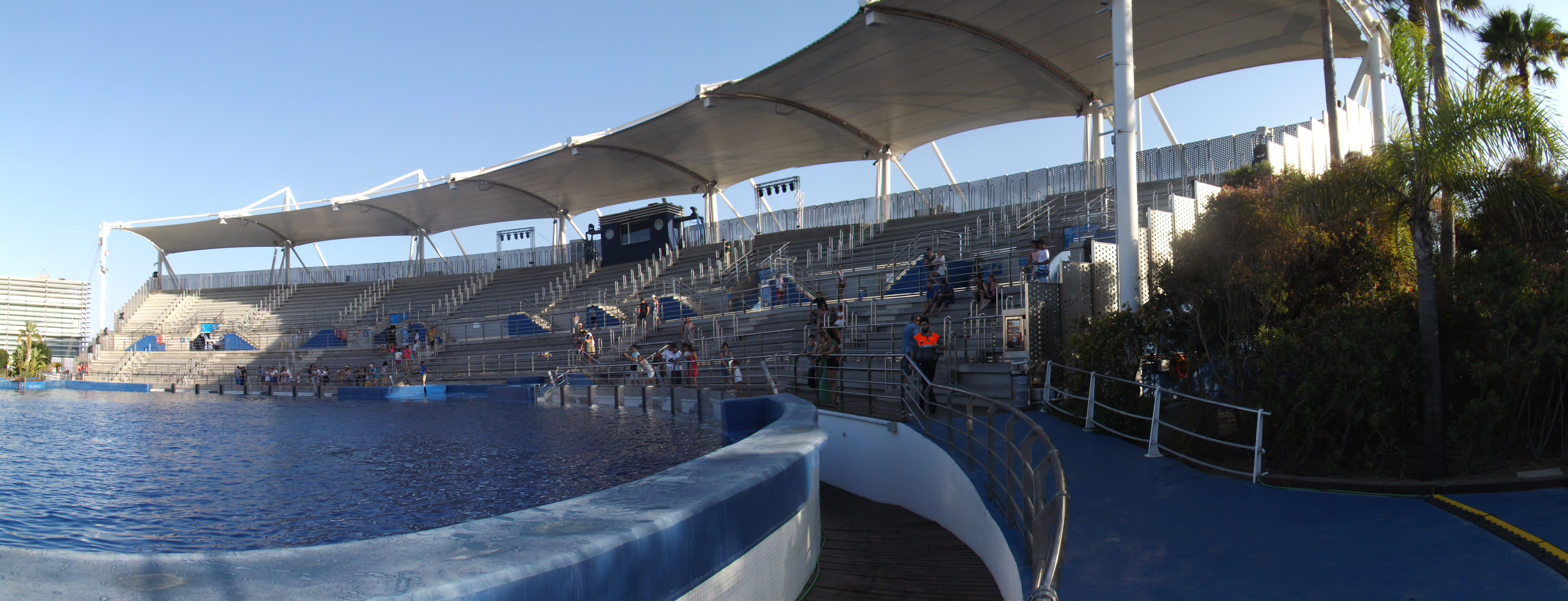
Vue des gradins
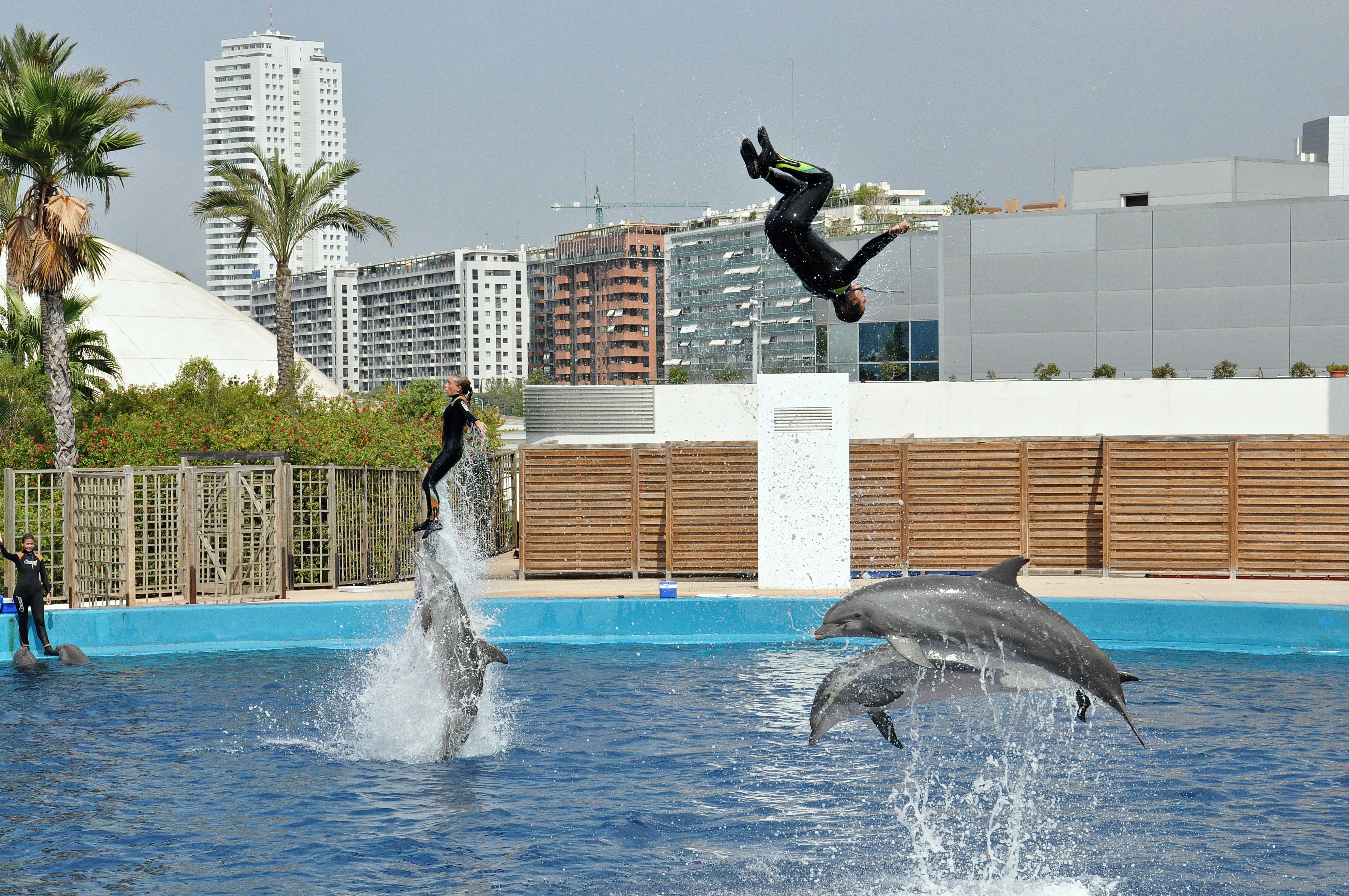
Spectacle de grands dauphins

Sur les treize grands dauphins que compte l'océanarium en 2016, quatre ont été capturés au large de Cuba, et un, de la sous-espèce Tursiops truncatus ponticus a été capturé dans la mer Noire. Presque tous ont d'abord été présentés au Mar del Plata Aquarium, en Argentine. Les huit autres sont nés à l'Oceanogràfic.

### Arctique
Le biome arctique est présenté dans un bâtiment en forme d'iglou. Les visiteurs entrent par le niveau supérieur permettant de voir les bassins des morses, des bélugas et des phoques communs de dessus. L'Oceanogràfic est une des trois structures européenne à présenter des morses, avec le dolfinarium Harderwijk, aux Pays-Bas et Pairi Daiza en Belgique et c'est la seule à présenter des bélugas.

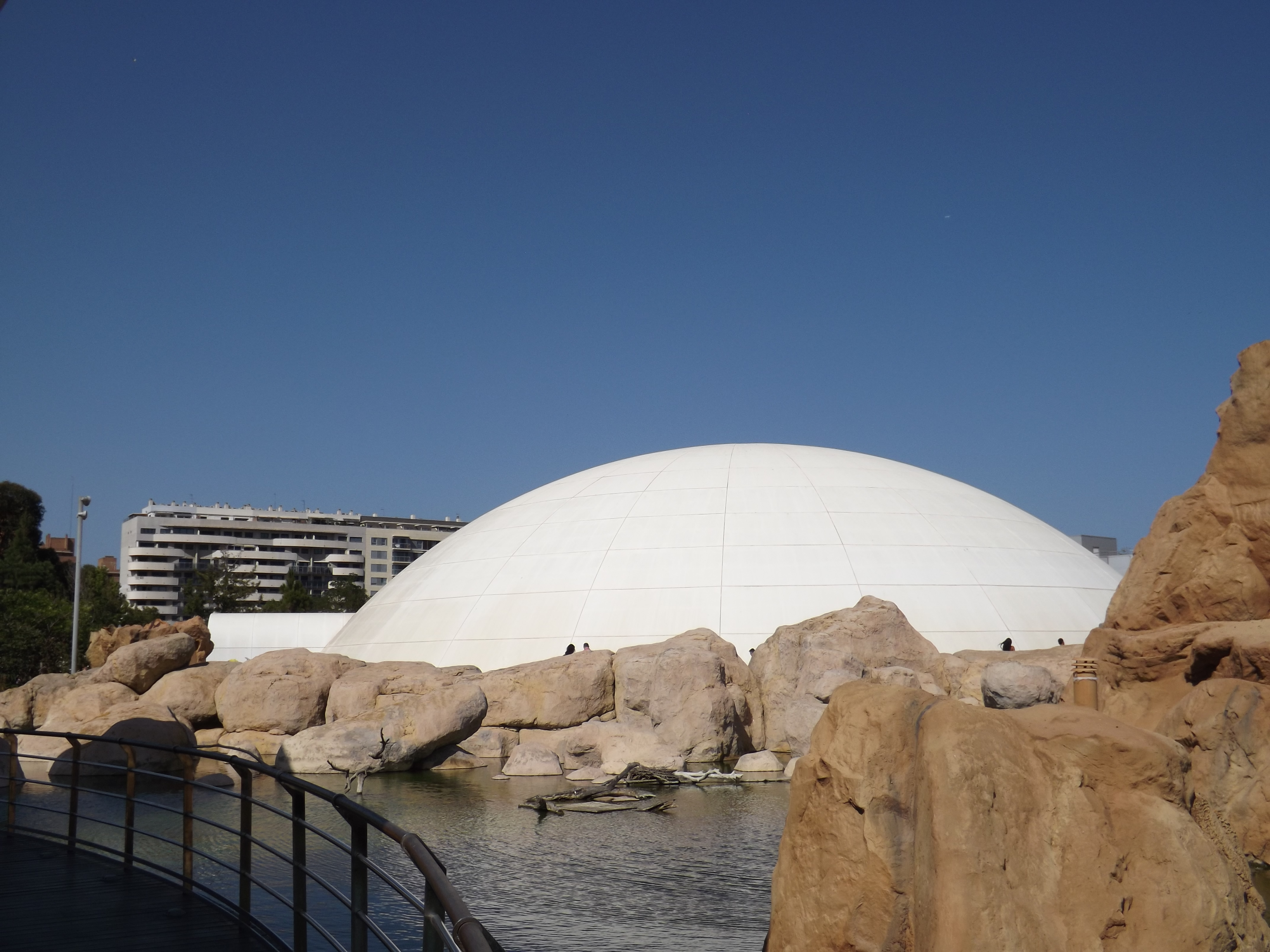
Extérieur du bâtiment
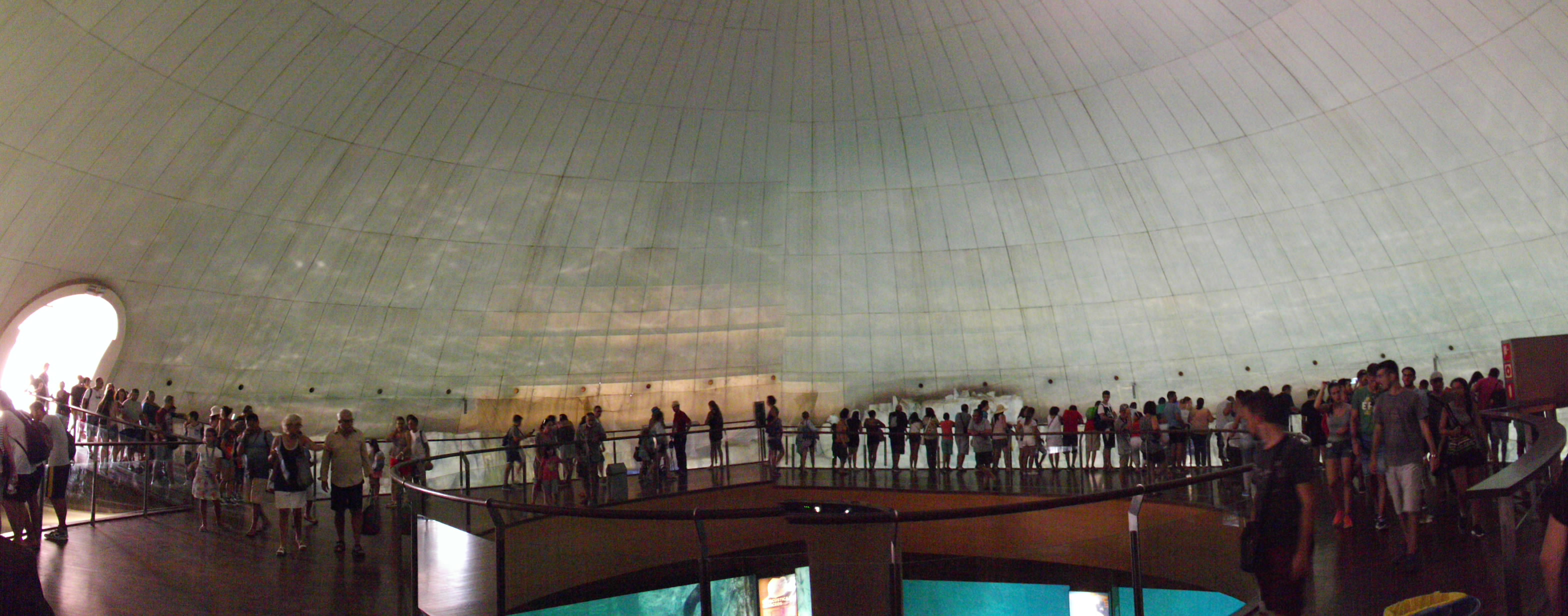
Intérieur, niveau supérieur

Les visiteurs peuvent ensuite observer ces animaux en vision subaquatique en descendant au niveau inférieur.

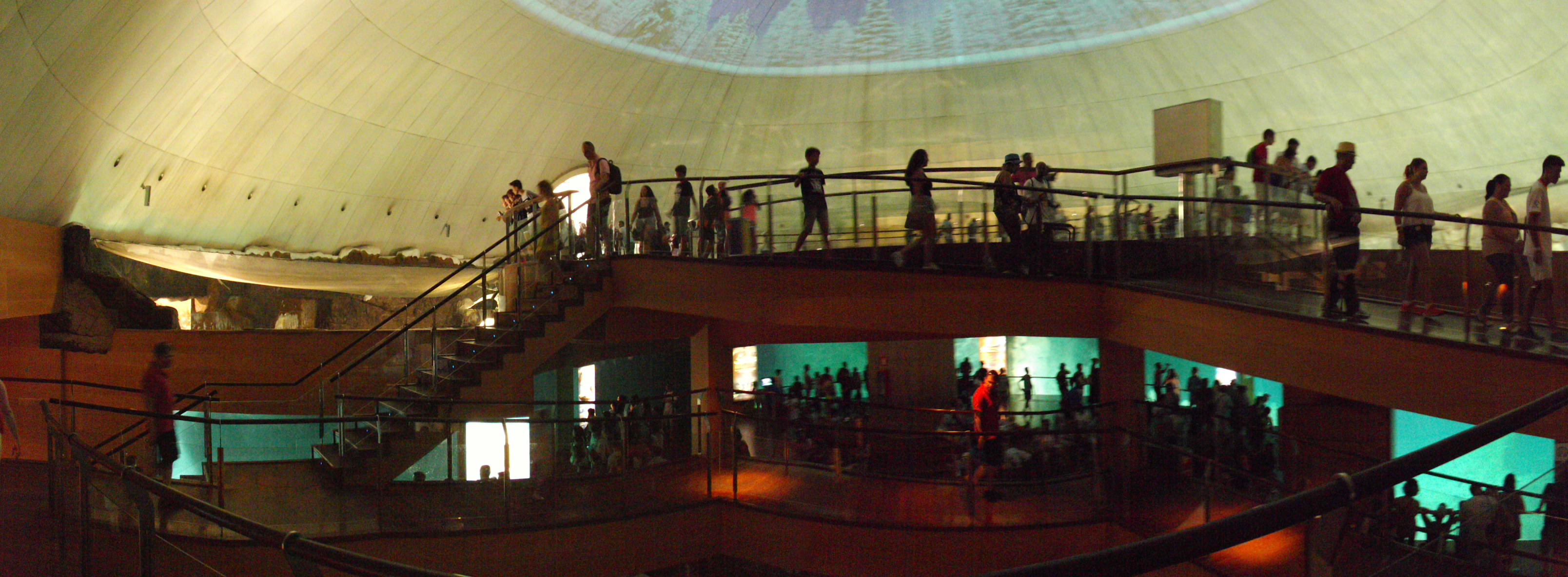
Intérieur, escalier d'accès au niveau inférieur
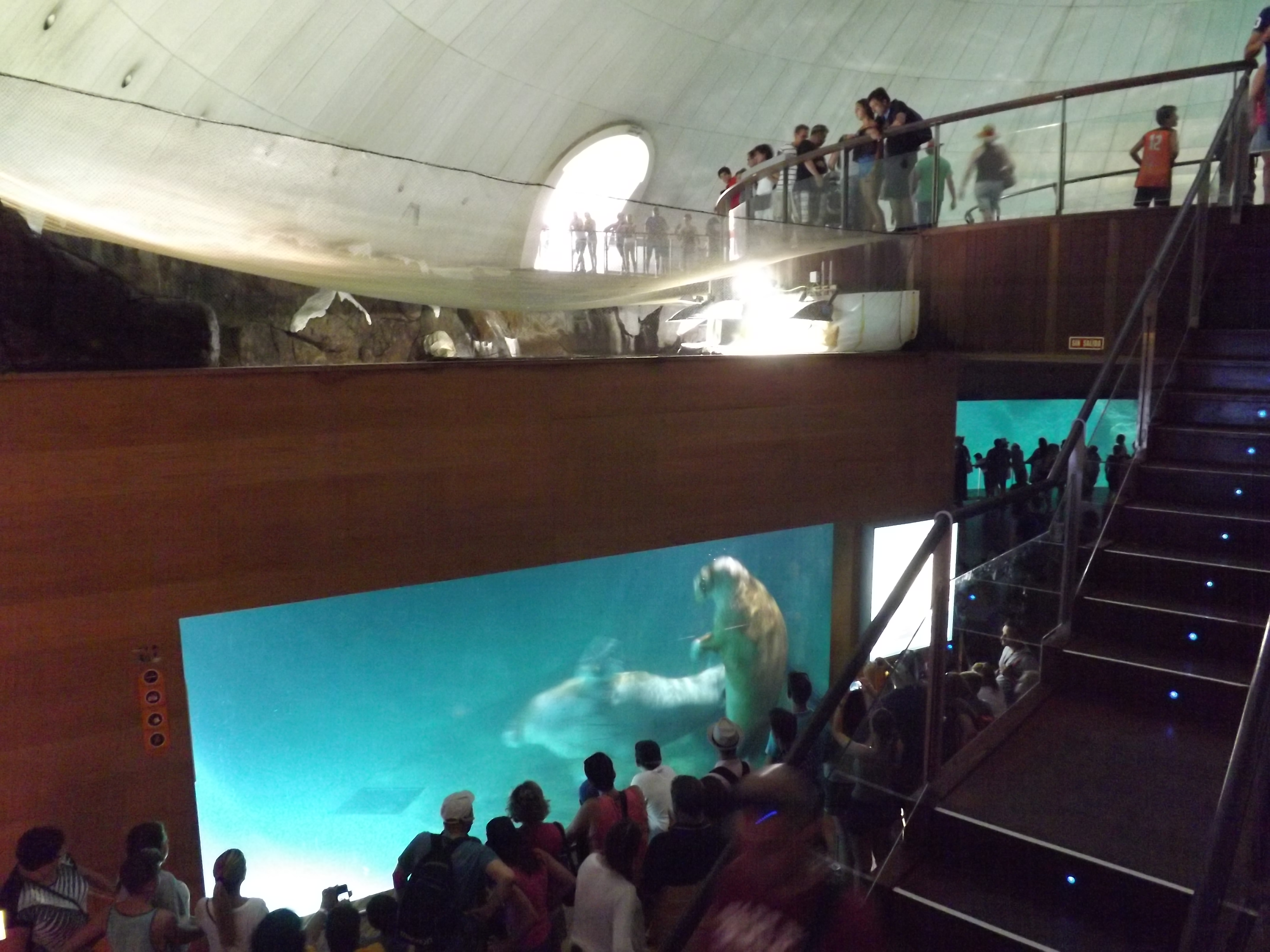
Bassin des morses en vision subaquatique depuis les escaliers
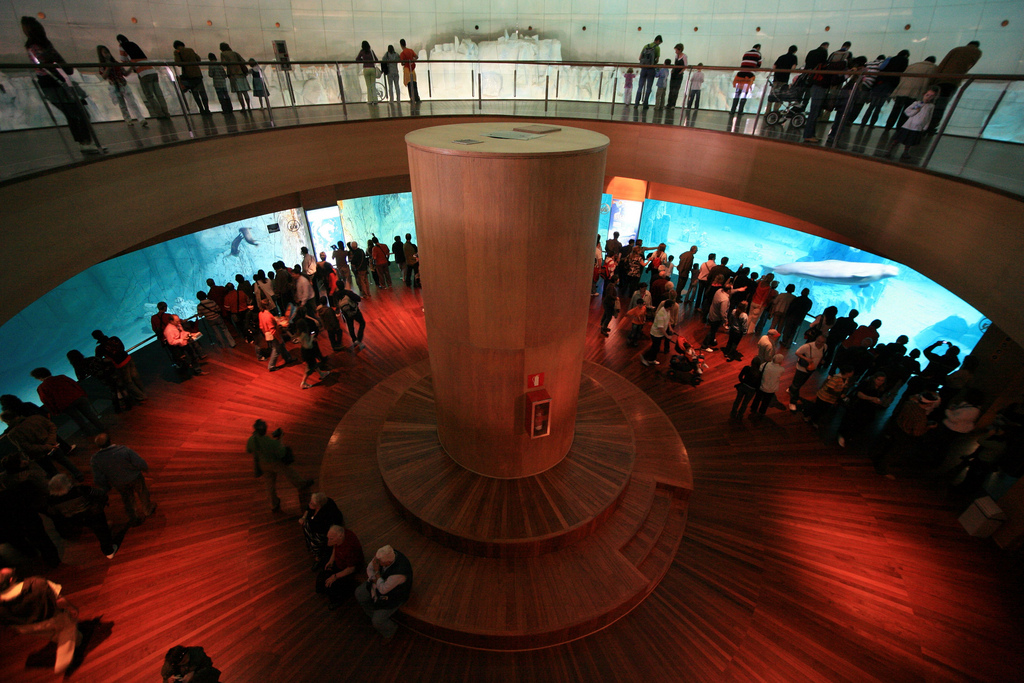
Vue du niveau inférieur depuis le niveau supérieur

Le couple de bélugas, Kairo et Yulka, ont été importés du Mar del Plata Aquarium, en Argentine, après avoir été capturés sauvages dans la mer d'Okhotsk, en Russie, à la fin des années 1990. Ils ont eu un petit en 2006, qui est mort à 25 jours. En novembre 2016, le couple donne naissance à un second petit, un mâle. En 2016, l'iglou présente trois morses et quatre phoques communs.

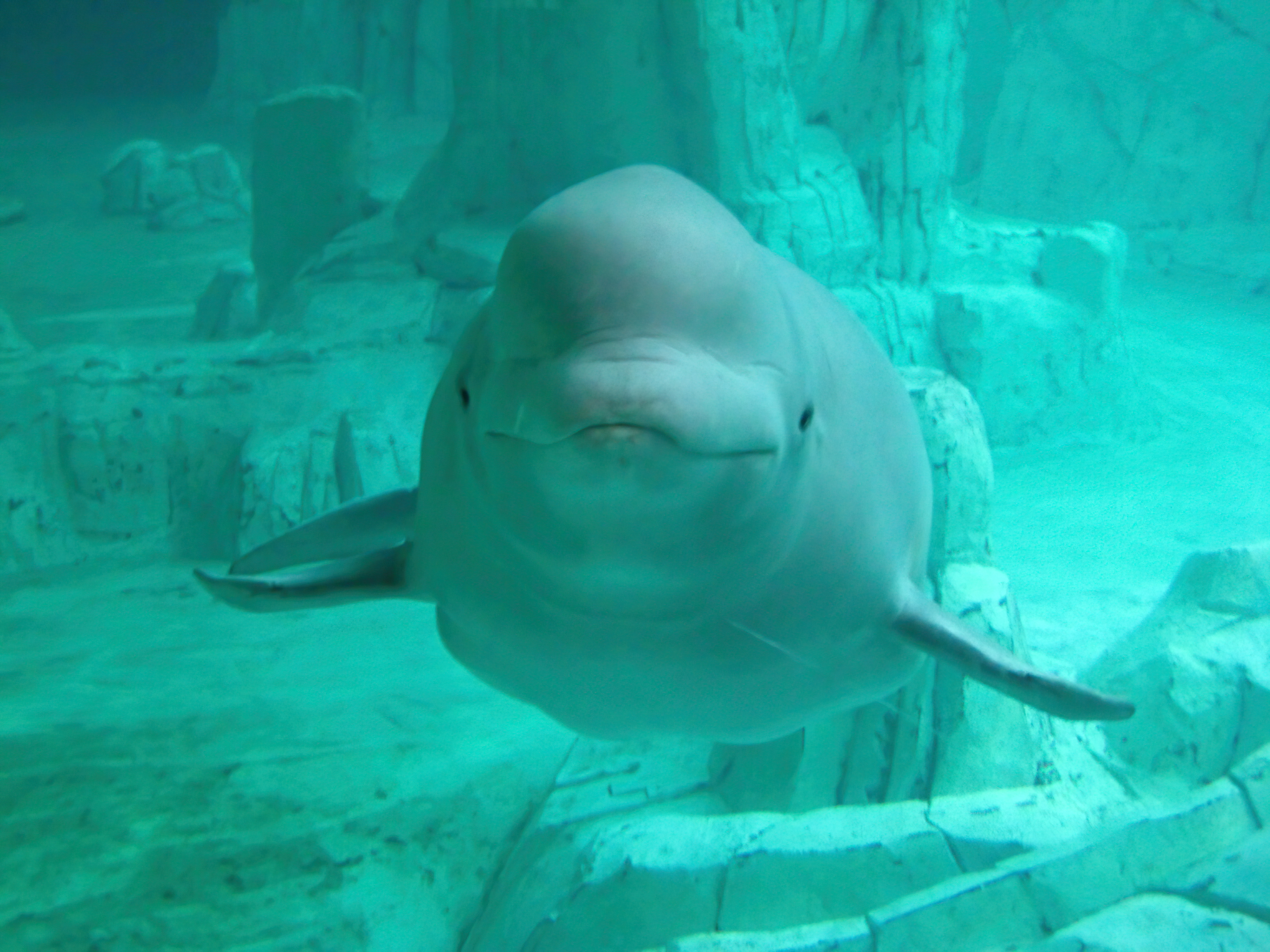
Un béluga, vue subaquatique
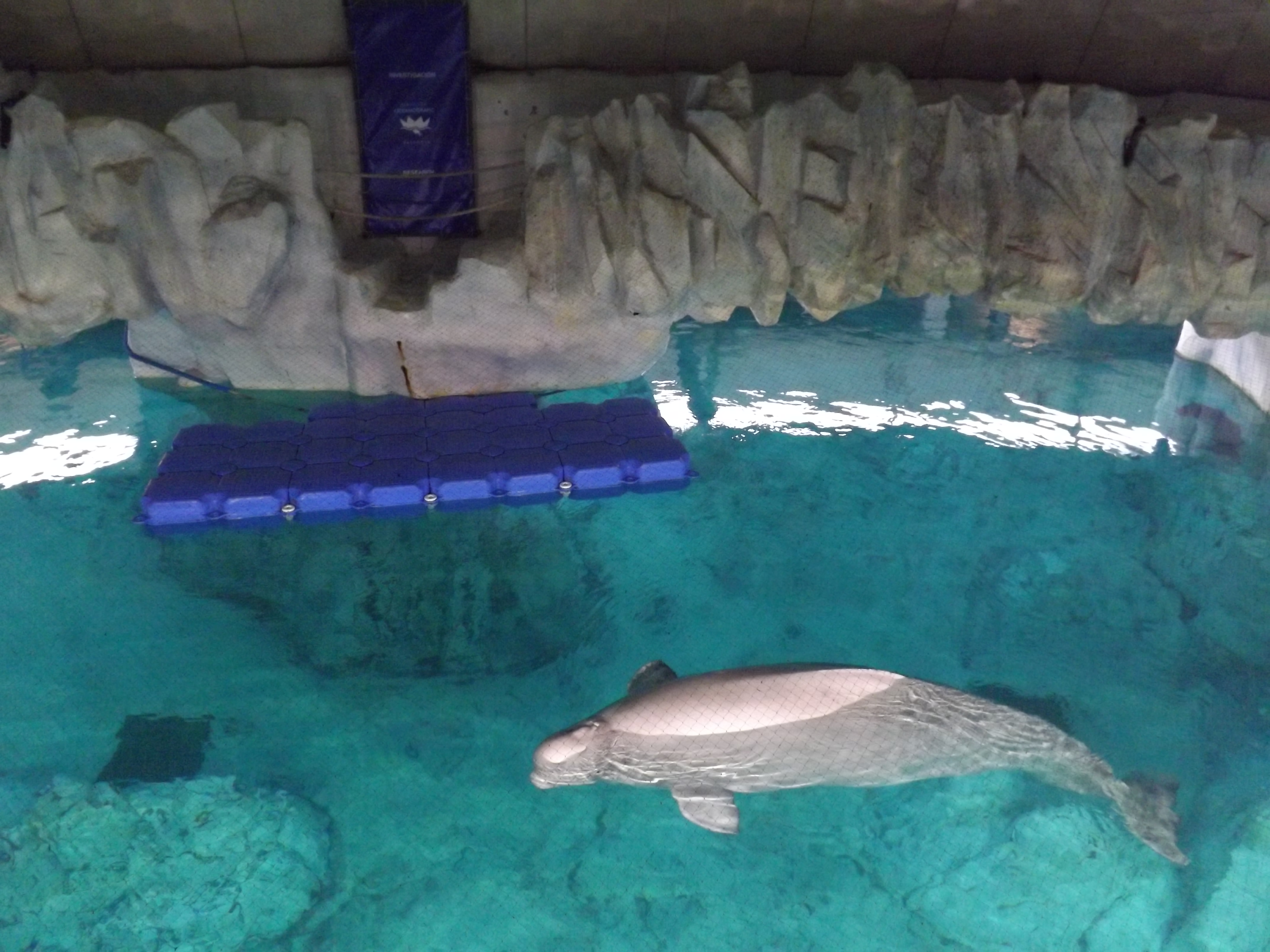
Un béluga, vu depuis le niveau supérieur
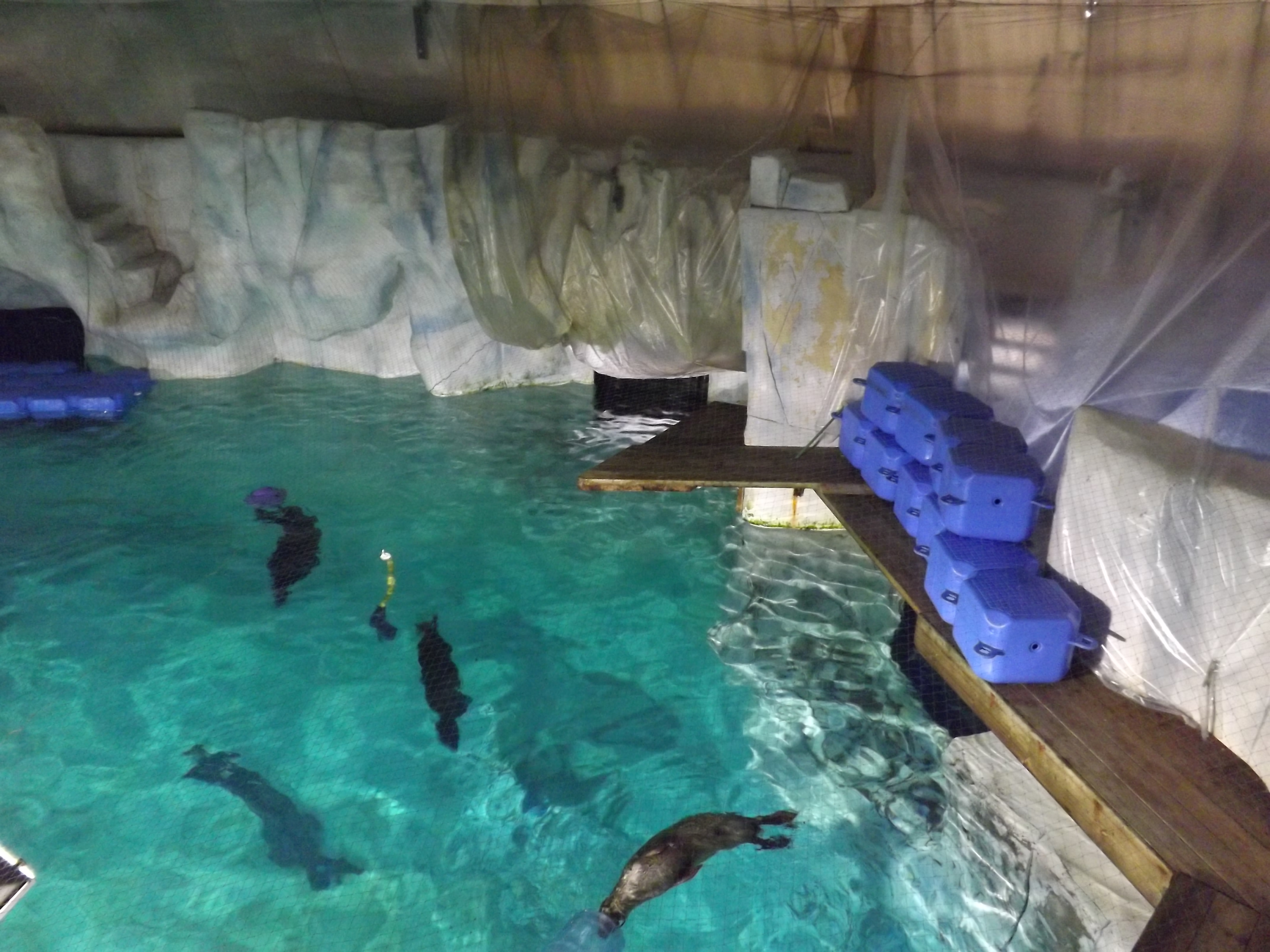
Phoques communs vus depuis le niveau supérieur
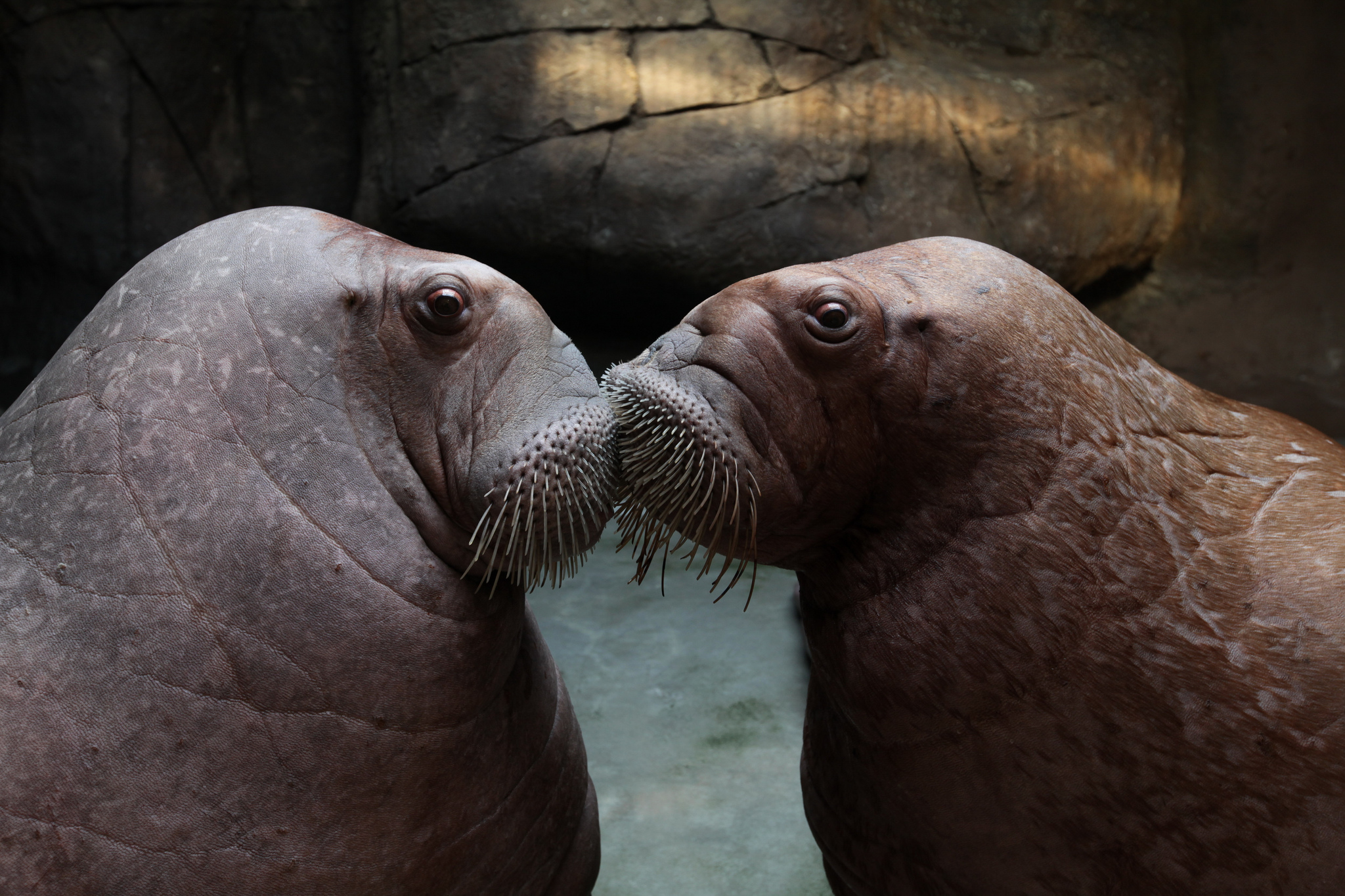
Deux morses
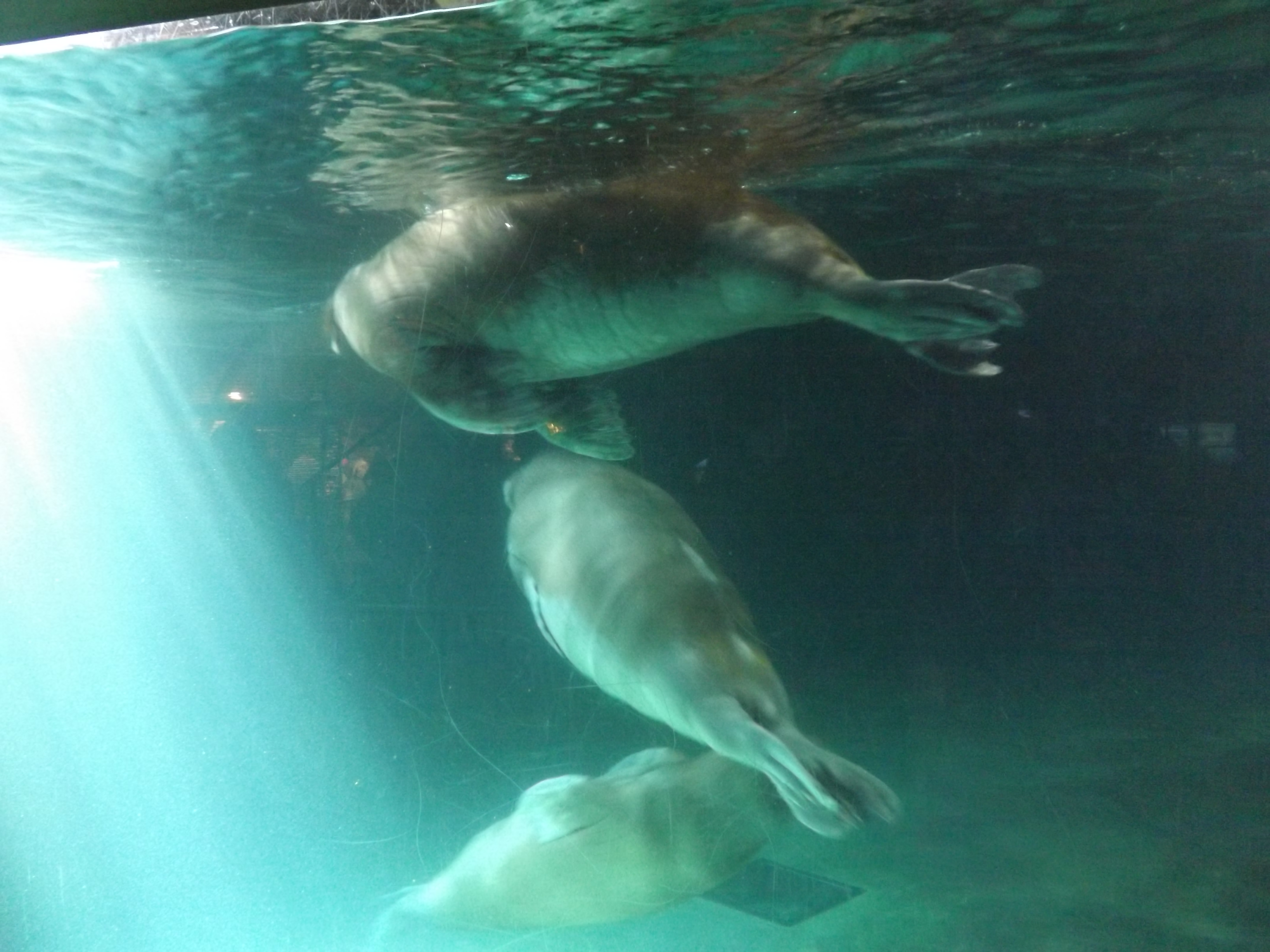
Trois morses, vue subaquatique

### Penguinarium
En suivant le parcours sortant de l'iglou par le niveau inférieur, les visiteurs arrivent dans un penguinarium, situé dans une structure attenante. Cet espace est dédié aux manchots papous, une espèce classée quasi-menacée originaire des régions antarctiques.

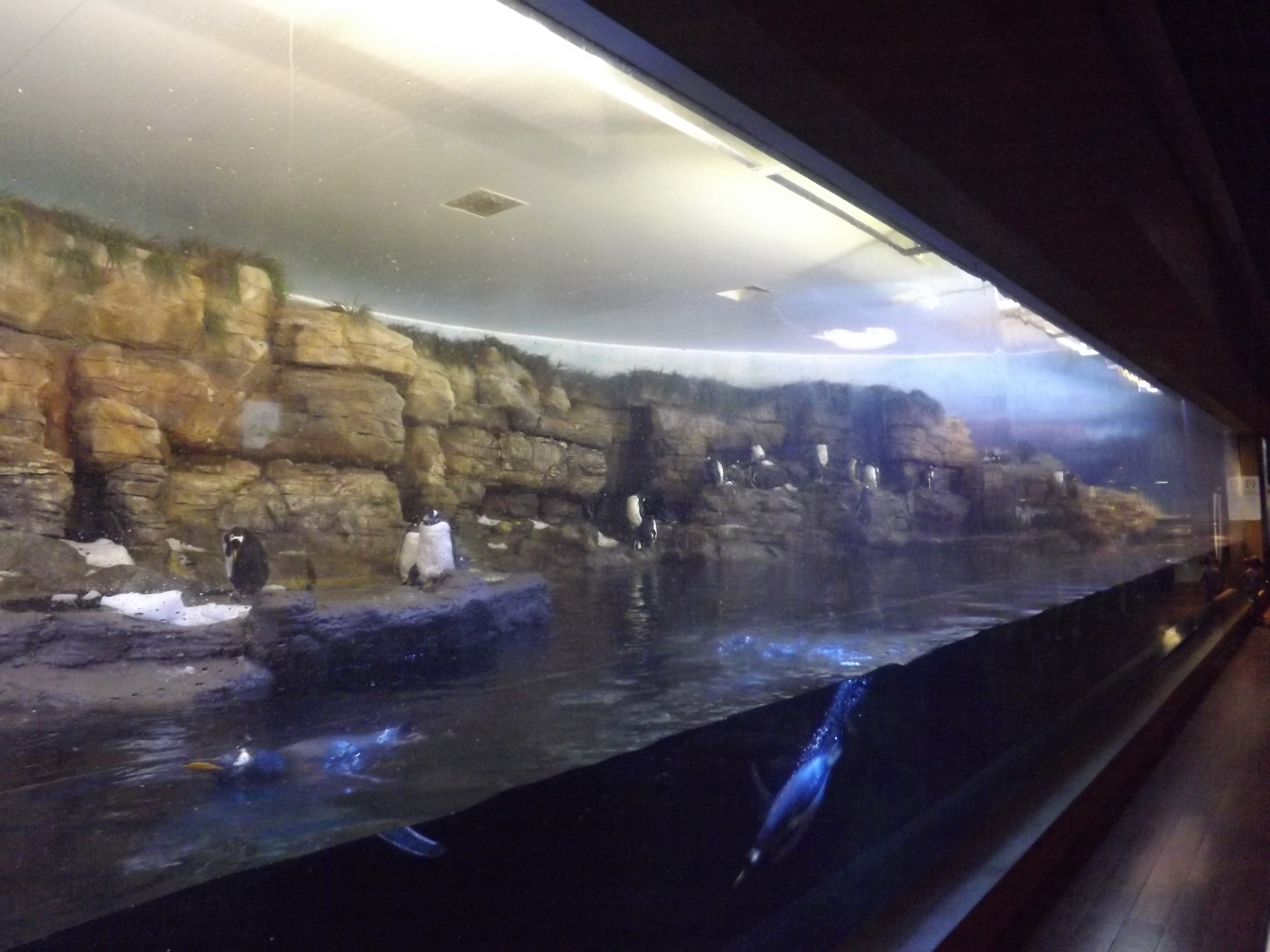
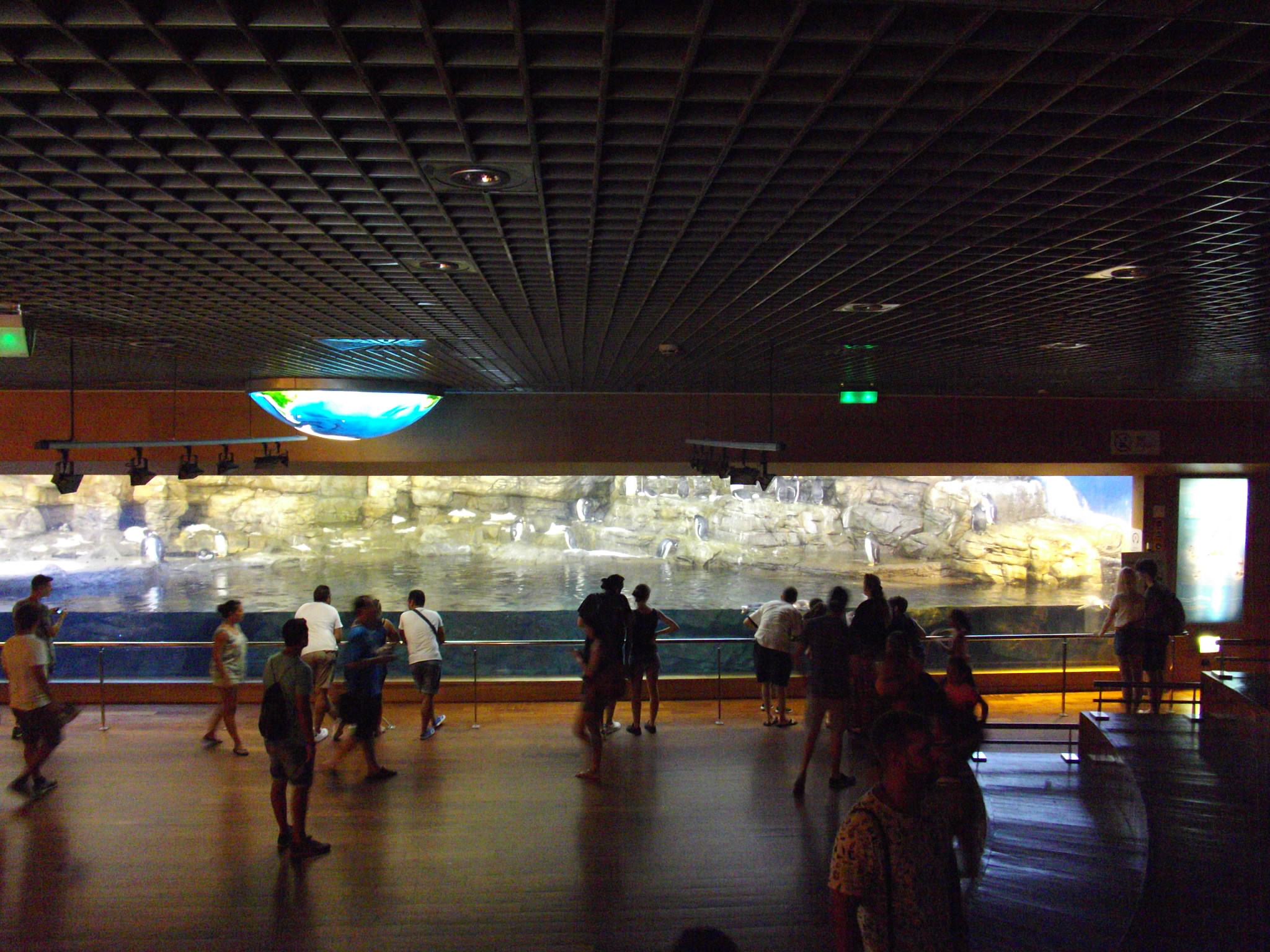

### Volière
Une volière sphérique de 26 m de haut présente une reproduction d'une zone humide inspirée de la mangrove américaine et d'un marais méditerranéen. Y sont présentés des aigrettes garzettes, des spatules rosées et des ibis rouges.

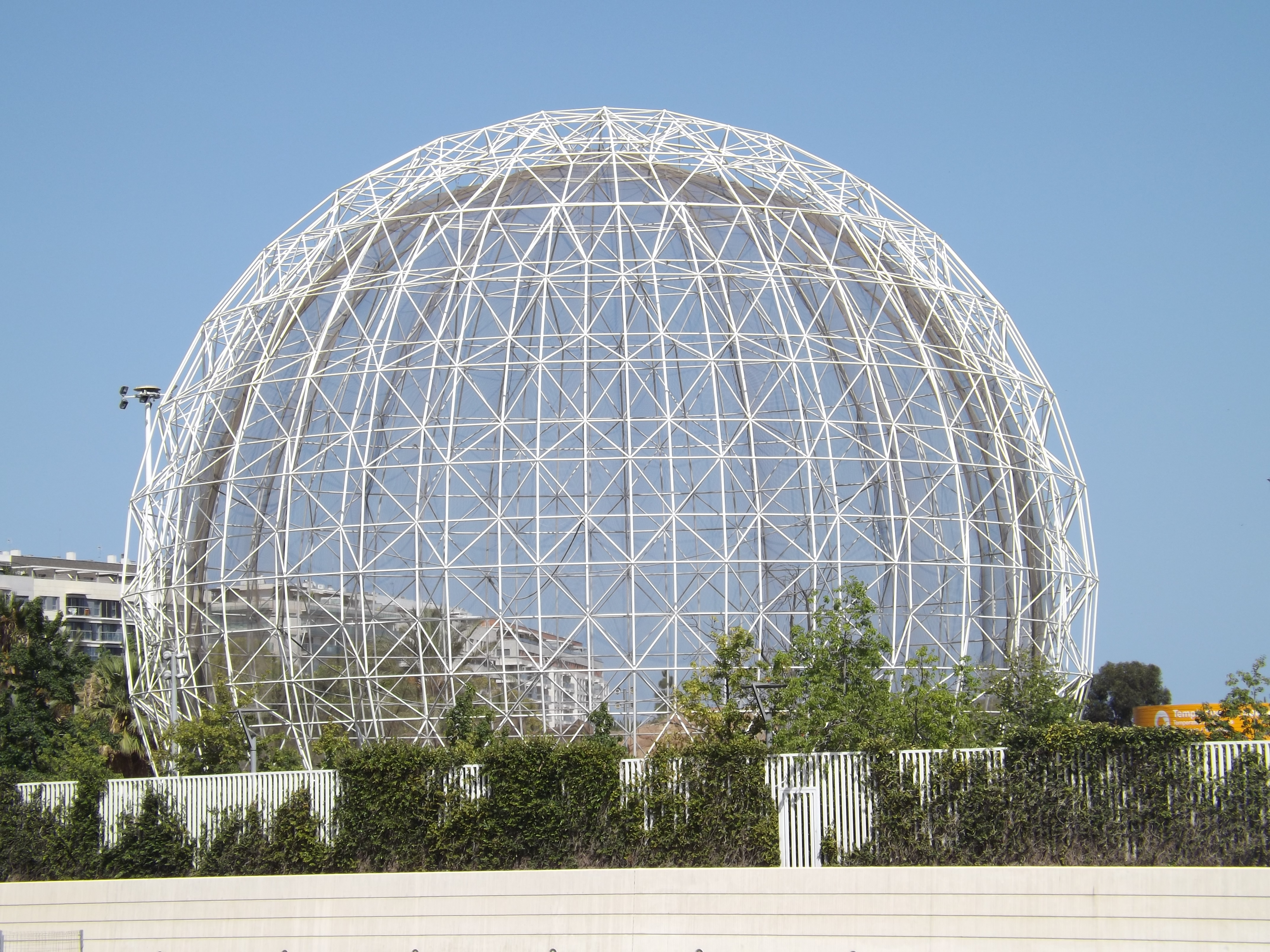
La volière vue depuis l'extérieur du parc
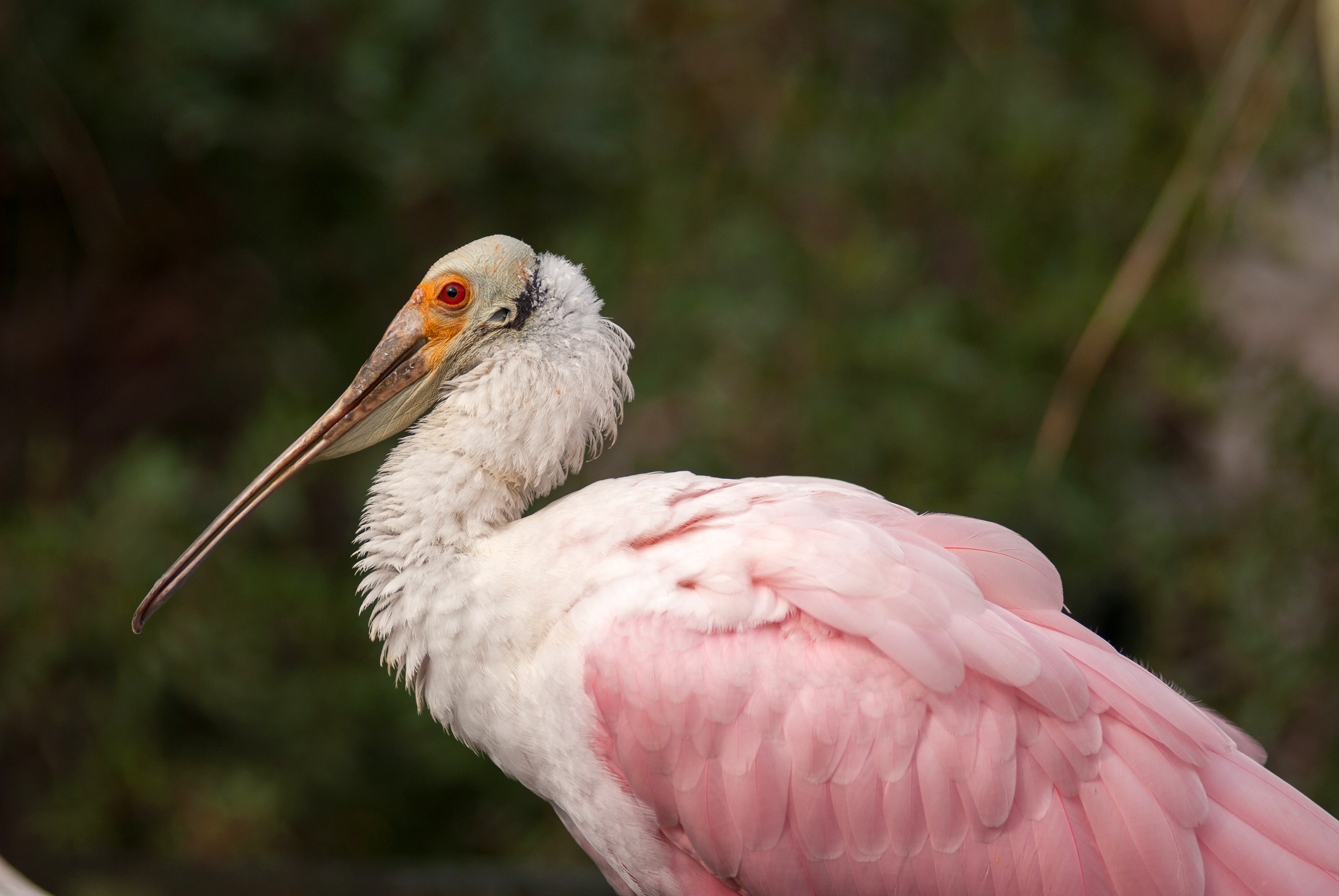
Une spatule rosée de la serre

### Otaries
Dans deux espaces distincts sont présentées des otaries de Californie et des otaries à crinières.

### Reptiles
Dans des espaces distincts le long des allées, l'Oceanografic présente des tortues géantes des Seychelles (une espèce classée vulnérable par l'UICN) et des faux-gavials d'Afrique (espèce classée en danger critique d'extinction par l'UICN).

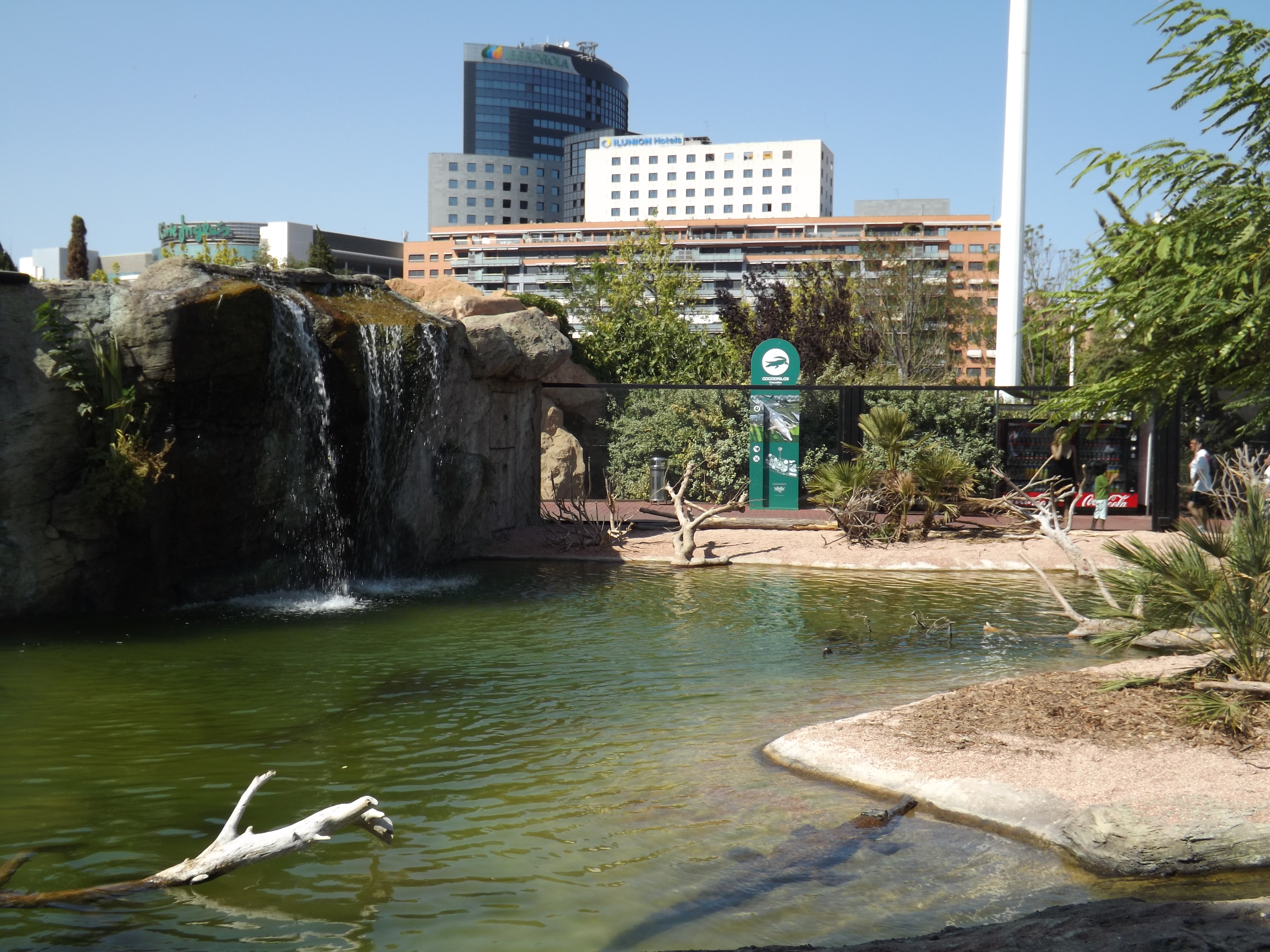
L'enclos dédié au faux-gavial d'Afrique
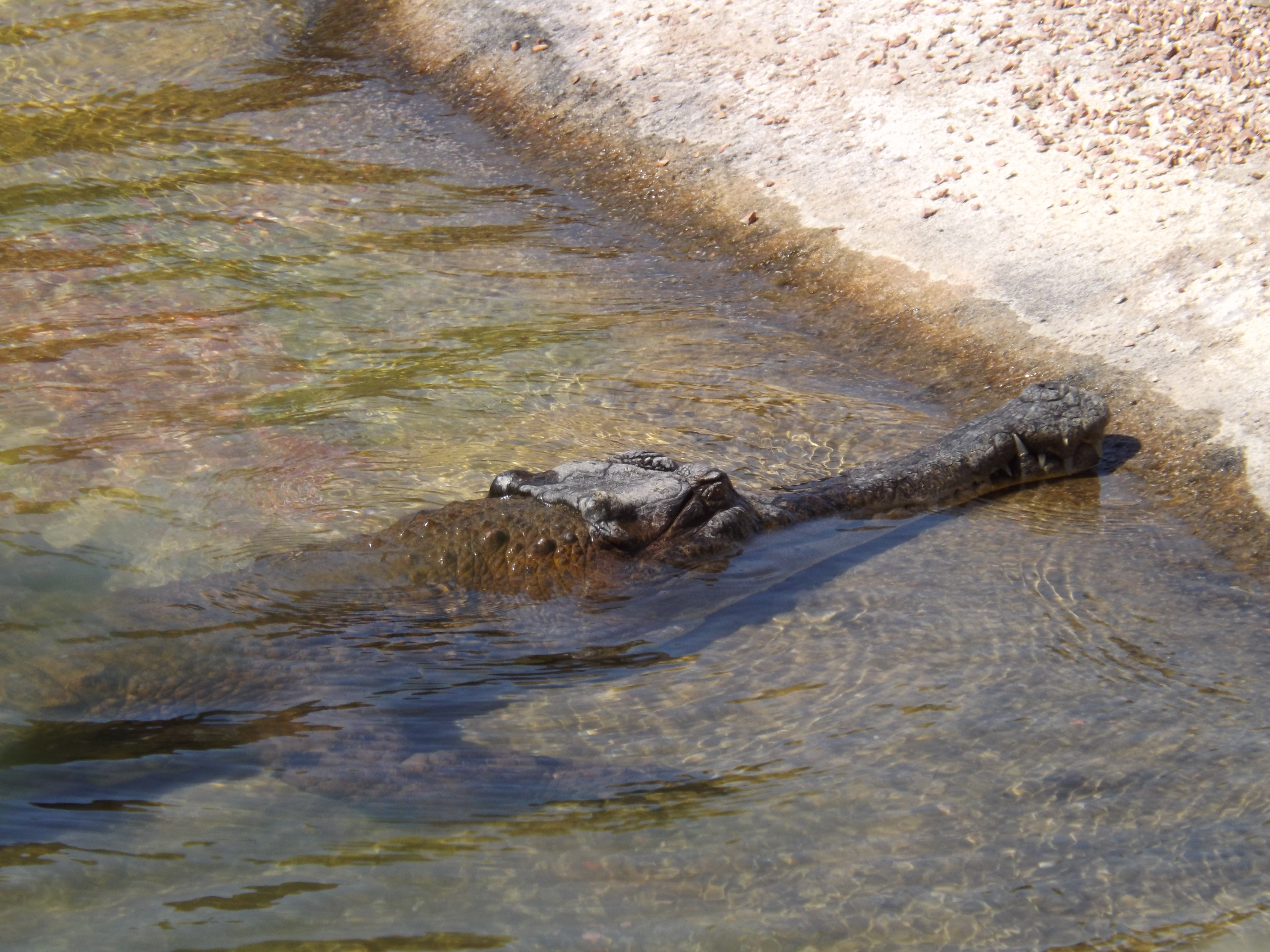
Un faux-gavial d'Afrique
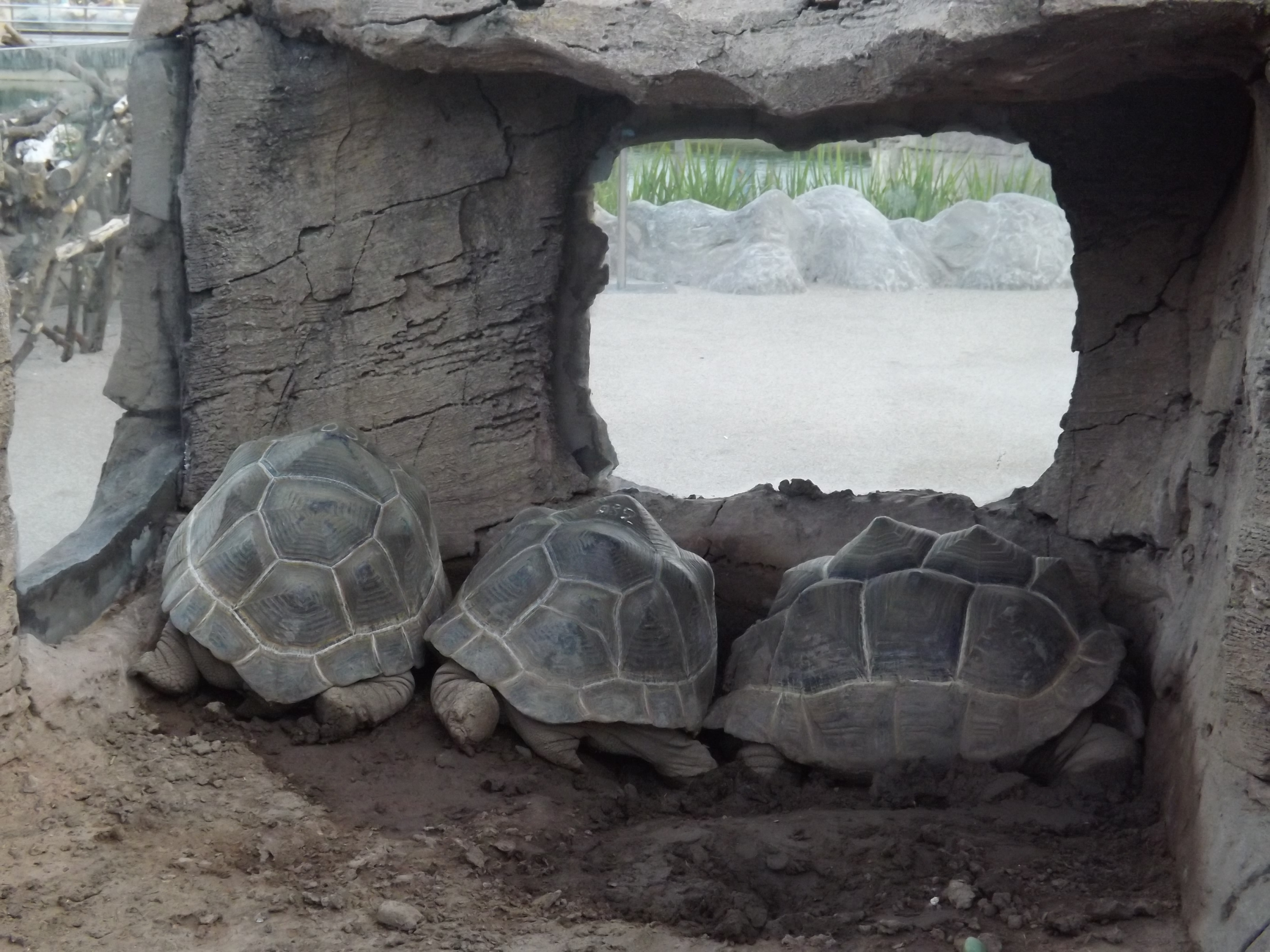
Trois tortues des Seychelles

## Conservation des espèces
L'océanarium est coordinateur de deux programmes de studbooks européens pour les espèces menacées (ESB) : poisson-scie commun (Pristis pristis, en danger critique d'extinction) et poisson-scie vert (Pristis zijsron, en danger critique d'extinction).

## Économie et gestion
De son ouverture en 2002, jusqu'en 2015, il a eu pour gestionnaire la multinationale espagnole Parques Reunidos, qui a pour principal actionnaire le fonds d'investissement britannique Arle Capital Partners.
En octobre 2014, Parque Reunidos décide de ne pas s'engager dans le nouveau cahier des charges voulu par la Cité des Arts et des Sciences (Cacsa) qui ne présentait plus les mêmes avantages en termes de rentabilité que l'ancien cahier des charges, et il lui demande un dédommagement de 8,2 millions d'euros pour des crédits abusifs et des dettes impayées, un montant correspondant à la redevance établie par le précédent contrat. En réponse la Cacsa lui réclame une indemnisation de 6,8 millions d'euros pour avoir manqué à ses obligations d'entretien et de maintenance ainsi qu'une compensation pour son manque à gagner qu'elle estime à 33,5 millions d'euros pour ne pas avoir importé des orques du Marineland d'Antibes, comme prévu par le contrat. Un arrangement à l'amiable a été envisagé mais n'a pas porté ses fruits, et c'est ainsi qu'en novembre 2015 une bataille judiciaire commence.
En 2014 il a accueilli 1 002 966 visiteurs.
Il est actuellement exploité par la société Avanqua Oceanografic Agora, dont les principaux actionnaires sont Aguas de Valencia (es) (57 %), Vancouver Aquarium Marine Science Centre (25 %), l'entreprise qui gère l'Aquarium de Vancouver, et Ket Gestión (18 %), une société fondée par Juan José Torres, un des ex-directeurs de l'Oceanogràfic, et Eduardo Nogués, un des ex-dirigeants de la Cité des Arts et des Sciences,.

## Controverses
La captivité des cétacés, de plus en plus controversée en Europe, suscite les critiques à l'Oceanogràfic. En 2013, deux ex-salariés y dénoncent les conditions de vie des dauphins et des bélugas. Quelques mois plus tard, l'association Great Ape Project, demande le transfert des deux bélugas vers un sanctuaire marin de réhabilitation.